# Quang Minh, Thâm Quyến
Quang Minh tân khu (giản thể: 光明新区; phồn thể: 光明新區; bính âm: Guāngmíng xīnqū), là một trong 8 khu (quận) của thành phố Thâm Quyến, tỉnh Quảng Đông, Trung Quốc. Quận nằm giữa thành phố Đông Hoản lân cận và quận Bảo An thuộc Thâm Quyến. Quận được thành lập vào năm 2007, và là một quận mới của Thâm Quyến, có chức năng phát triển công nghệ sinh thái học tiên tiến. Quận là nơi cư trú của nhiều Hoa kiều hồi hương, chủ yếu là từ Việt Nam trong giai đoạn 1978-1979.

## Nhai đạo
- Công Minh (公明街道)
- Quang Minh (光明街道)